# Jill Svensson
Jill Gull-Britt Svensson (Jönköping, 21 luglio 1995) è una cantante svedese.

## Carriera
Nata nella località di Huskvarna nel comune di Jönköping, Jill Svensson ha fatto il suo debutto televisivo nel 2009 come parte del coro di Amy Diamond nel programma canoro Körslaget. Ha ottenuto notorietà nazionale l'anno successivo con la sua partecipazione alla quarta edizione di Talang, la versione svedese di Got Talent. Nella serata finale del 4 giugno è stata incoronata vincitrice, e le è stato consegnato un premio di 500.000 corone svedesi. Il suo singolo di debutto, Dagen är nära, è uscito il mese successivo e ha raggiunto la 36ª posizione nella classifica svedese. Il suo primo album Vaken i en dröm è stato pubblicato ad ottobre 2011. Ha debuttato alla 23ª posizione in classifica. Nel 2015 è uscito il suo secondo album, intitolato Dröm vidare.

## Discografia

### Album
- 2011 - Vaken i en dröm
- 2015 - Dröm vidare

### Singoli
- 2010 - Dagen är nära
- 2017 - Golden Wings
- 2018 - Midvintertid (con Linda Lampenius e Ylva & Linda)
- 2018 - Breakaway